# Fulvie de Randan
Fulvie de Randan, nacida Pic de Mirandole (1533-1607), fue una cortesana francesa. Sirvió como primera dama de honor de la reina de Francia Luisa de Lorena desde 1583 hasta 1601.

## Biografía
Fulvie fue hija de Galéas Pic de la Mirandole. Contrajo matrimonio en 1555 con Charles de La Rochefoucauld, conde de Randan (1520-1583). En 1583 fue asignada como primera dama de honor de la nueva reina de Francia Luisa de Lorena a petición de esta última, quien se sentía atraída por su piedad, si bien el rey la encontraba demasiado austera para la corte real, por lo que pese a cumplir el deseo de la reina, Enrique III dividió el cargo en dos personas, teniendo Fulvie que compartir su puesto con Louise de Cipierre. Cuando de Cipierre murió dos años después, de Randan no volvió a compartir su puesto con nadie más. Como primera dama de honor, Fulvie era responsable de las cortesanas, del control del presupuesto, los gastos, las cuentas anuales, el personal, la rutina diaria y las presentaciones a la reina. Descrita como bella y fanática católica, de Radan estaba decidida a pasar el resto de su vida de luto perpetuo tras la muerte de su esposo, siendo conocido su apoyo a la Liga Católica durante las Guerras de religión de Francia así como durante el alzamiento católico de 1585 y en el enfrentamiento entre el rey y la Liga en 1588. Del mismo modo, de Radan fue conocida por apoyar en 1570 el matrimonio entre Margarita de Valois y Enrique I de Guisa. Murió en 1607.